# Kvangbok állomás
Kvangbok állomás (hangul: 광복역, Kvangbok-jok, handzsa: 光復驛, RR: Kwangbok-yŏk, ’Felszabadulás a japán megszállás alól’) állomás Észak-Koreában, Phenjan Mangjongde-kujok (Mangyŏngdae-kuyŏk) városrészén, a phenjani metró vonalán. 1978. szeptember 9-én adták át. Közelében található a Kvangbok (Kwangbok) Áruház.
| Hjoksin vonal | Hjoksin vonal | Hjoksin vonal                         |
| ------------- | ------------- | ------------------------------------- |
| végállomás    | metróvonal    | Konguk (Kŏn’guk) Ragvon (Ragwŏn) felé |